# Arxiu Maravilla
L'Arxiu Maravilla, amb el subtítol Quant encara s'anava a peu, és un llibre publicat el 1991 per l'editorial Envalira que recull 100 fotografies històriques de la Seu d'Urgell entre els anys 1910 i 1935, obra del fotògraf Francesc Portella i Moles (Tírvia, 1888 - La Seu d'Urgell, 1975).
El llibre anava acompanyat de diverses presentacions, entre elles la que feia l'aleshores alcalde de la Seu d'Urgell, Joan Ganyet:
| «                    | Els homes i les dones de muntanya viuen en un medi físic que els embolcalla; les valls són un bressol que les generacions van modelant amb el cisell de les activitats econòmiques i els tràfecs de la urbanització, a l'escalf d'una cultura que es renova cada jorn. Bellíssins retalls de la Seu de començament de segle, de la gent, dels carrers i botigues, dels revolts de la carretera, dels arbres... | » |
| — Joan Ganyet i Solé | |   |